# 小林トシ子
小林 トシ子（こばやし としこ、本名：勅使河原トシ子（旧姓：小林）、1932年4月6日 - 2016年12月29日）は、日本の女優。

## 略歴

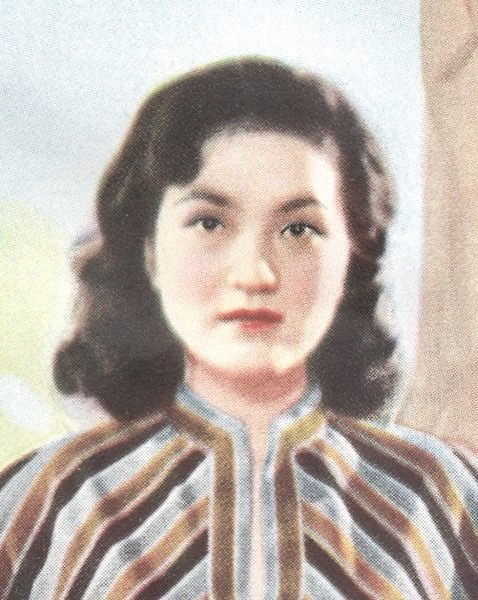
1952年

東京市中央区築地生まれ。1946年4月、学校を中退して日劇ダンシングチーム（NDT)に入団。1947年2月、初舞台。
1949年、松竹の木下恵介監督にスカウトされ、映画『破れ太鼓』でスクリーンデビュー。これは高峰秀子が予定されていた大役での出演であった。翌1950年に松竹に正式入社し、木下の指示で俳優座養成所に1年間通う。1951年、日本初のカラー作品『カルメン故郷に帰る』での演技は特に有名。
1956年、映画監督の勅使河原宏と結婚し、後に三人の娘をもうける。
1960年、松竹を退社してフリーになり、以後他社の映画や舞台で活躍した。
2016年、東京にて死去。墓所は青山霊園(1ロ20-35)。

## 主な出演作品

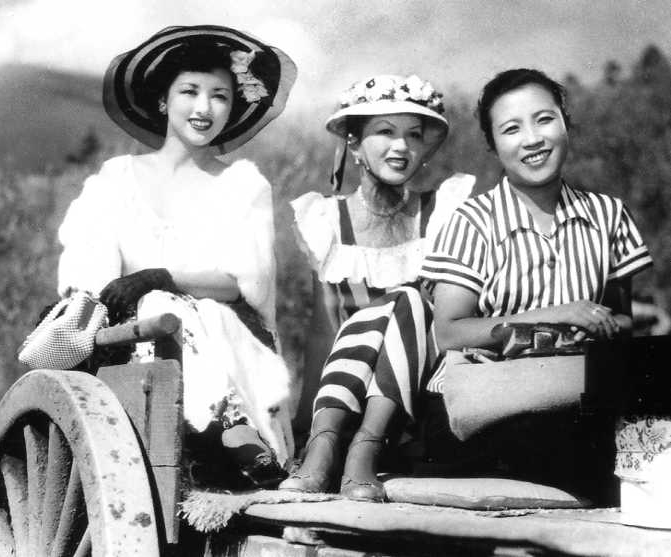
『カルメン故郷に帰る』(1951年)
左から高峰秀子、小林トシ子、望月優子

### 映画
- 破れ太鼓（1949年、松竹）- 秋子
- カルメン故郷に帰る（1951年、松竹大船） - マヤ朱美
- 現代人 （1952年、松竹）- 荻野泉
- カルメン純情す（1952年、松竹大船） - マヤ朱美
- 君の名は （1953年、松竹大船）- 梢
- 家族会議 東京篇・大阪篇（1954年、松竹） - 梶原清子
- 二十四の瞳 （1954年、松竹大船）- 早苗
- この広い空のどこかに（1954年、松竹） - 房子
- 人間の条件 第一部純愛篇、第二部激怒篇 （1959年、にんじんくらぶ＝歌舞伎座映画）- 靖子
- 青春残酷物語 （1960年、松竹大船）-下西（真琴の担任）
- 風の視線（1963年、松竹） - 山岡ミチ
- 黒蜥蜴（1968年、松竹） - ひな

### テレビドラマ
- 東芝日曜劇場　（KR）
  - 「吉葉山物語」（1958年）
  - 「黒い虹」（1958年）
- 誘惑（1959年、NTV）
- お気に召すまま（1962年、NETテレビ）第3話「天才の秘密」
- 大奥 第21話「呪われた肌」（1968年、KTV- 佐山
- 銭形平次 第728話「瞳の中の鐘」（1980年、CX）
- 熱中時代 教師編第2シリーズ 第32話「校長先生に弟がいた!」（1981年、NTV） - 母親・文代